# Schiffsoffizier-Ausbildungsverordnung
Die Schiffsoffizier-Ausbildungsverordnung (SchOffzAusbV) war eine Verordnung über die Ausbildung und Befähigung von Kapitänen und Schiffsoffizieren des nautischen und technischen Schiffsdienstes. Sie wurde am 1. Juni 2014 durch § 66 der Seeleute-Befähigungsverordnung (See-BV) aufgehoben und durch diese Vorschrift ersetzt.
Sie enthielt Informationen, welche Kenntnisse und Fertigkeiten Bewerbern um ein Befähigungszeugnis für nautische Schiffsoffiziere und Kapitänen zu vermitteln waren, die sie in Verbindung mit ihrer praktischen Ausbildung und Seefahrtzeit befähigen, auf allen Schiffen zunächst die Aufgaben eines nautischen Wachoffiziers wahrzunehmen. 
Außerdem waren ihnen die Kenntnisse und Fertigkeiten zu vermitteln, die sie nach Ableistung der vorgeschriebenen Erfahrungsseefahrtzeit befähigen, auf allen Schiffen die Aufgaben des Ersten Offiziers wahrzunehmen oder in allen Fahrtgebieten Schiffe jeder Art und Größe als Kapitän zu führen.